# Gilles Godefroy
Gilles Godefroy (ur. 1953) – francuski matematyk zajmujący się analizą funkcjonalną, w szczególności, liniowią i nieliniową teorią przestrzeni Banacha.
W 1977 doktoryzował się na Uniwersytecie Piotra i Marii Curie pod kierunkiem Gustave Choquet'a. Aktualnie jest jednym z dyrektorów Centre national de la recherche scientifique.